# T-계정
T-계정이란 회계에서 일반적으로 나타내는 계정의 약식형태를 말한다. 이 계정은 그 형태가 로마자의 T자와 비슷하기 때문에 통상적으로 T-계정이라 한다. T-계정의 좌측(왼편)은 차변을, 우측(오른편)은 대변을 나타낸다.